# Synthélabo
Synthélabo était un groupe pharmaceutique français, né le 23 octobre 1970, filiale de L'Oréal depuis 1973 jusqu'à sa fusion avec le groupe Sanofi le 18 mai 1999, pour former Sanofi-Synthélabo.

## Histoire de Synthélabo
Le groupe pharmaceutique Synthélabo est né de la fusion le 23 octobre 1970 des laboratoires Dausse (fondés en 1834), et des laboratoires Robert & Carrière (fondés en 1899),.
Les dates marquantes sont :
- 1972 : lancement d’Aspegic, par Métablo-Joullié qui devient l'aspirine la plus vendue en France dès 1976.
- 1973 : la majorité du capital est acquise par le groupe de cosmétique L'Oréal.
- 1975 : création du LERS, laboratoire d'étude et de recherche scientifique, dirigé par Giuseppe Bartholini
- 1979 : acquisition de la société Porgès (1893) à Sarlat.
- 1980 : acquisition du groupe Métablo-Joullié (1934).
- 1983 : acquisition d'Ela Medical, spécialisé en matériels de cardiologie.
- 1991 : absorption des laboratoires Delagrange (1931)[4],[5]
- 1991 : acquisition des laboratoires Delalande (1924)[6]
- 1992 : L'Oréal transfère à Synthélabo les laboratoires Goupil (1945), leader européen de l'hygiène dentaire en pharmacie avec ses marques Fluocaril et Parogencyl, acquis en 1988. Synthélabo devient le troisième groupe pharmaceutique français avec 5 % du marché et se développe dans le secteur des médicaments sans ordonnance.
- 1993 : la recherche de Synthélabo reçoit le prix Galien pour l'ensemble de ses travaux[7].
- 1997 : l'hypnotique Stilnox, devient le plus grand succès de l'industrie pharmaceutique en France (ce médicament génère à lui seul près de 3 milliards de francs de chiffre d'affaires).

En 1998, les actionnaires Elf et L'Oréal décident de la fusion de Synthélabo, troisième laboratoire français avec Sanofi, second groupe pharmaceutique français, pour former pendant 5 ans le groupe Sanofi-Synthélabo, créé officiellement le 18 mai 1999.

## Installations historiques de Synthélabo
- Laboratoires Dausse
  - Pharmacie des laboratoires Dausse, dans l'hôtel particulier du XVIIe siècle au 4, rue Aubriot dans le Marais à Paris à partir de 1855, après une première pharmacie rue de Lancry (1826)[9]
  - 160 hectares de terres à blé autour des fermes de Vintué et du Roussay à Étréchy, pour cultiver ses propres plantes dont sont fabriqués des extraits végétaux.
  - Laboratoires sérothérapiques à Étampes
- Laboratoires Robert & Carrière
  - Le pharmacien Joseph Robert quitte la rue Lepic pour reprendre un fonds de pharmacie vétuste au 35, rue de Bourgogne. Un immeuble est reconstruit avec une pharmacie moderne qui lance la pharmacie Robert.
  - Le site industriel de la maison Carrière sur 2 hectares à Bourg-la-Reine de 1900 à 1959.
  - Site industriel de 20 hectares à Serquigny[2]
  - Le Centre de Recherche de Bagneux en 1964

## Personnages clefs de l'histoire de Synthélabo
- Amans Dausse (1799-1874) fondateur des laboratoires Dausse
- Joseph Robert, pharmacien et son associé l'industriel Paul Carrière.
- Albert Fouin, chimiste de l'Institut Pasteur qui mit au point le Stannoxyl, pour le traitement de la furonculose, et le Géodyl pour la tuberculose.
- André Tabart, directeur des laboratoires Robert & Carrière de 1925 à 1970
- Paul Métadier, pharmacien et fondateur des laboratoires Métadier. Inventeur de la « Kalmine », cachet analgésique à base de pyramidon et de phénacétine.
- Michel Delalande (1899-1991) fondateur et directeur des Laboratoires Delalande
- Lucien Borrel (1921-2010)

Fondateur et Directeur de la filiale EGIC, (Marque : Aspegic, 1er aspirine soluble)